# Metriophasma
Metriophasma is een geslacht van Phasmatodea uit de familie Pseudophasmatidae. De wetenschappelijke naam van dit geslacht is voor het eerst geldig gepubliceerd in 1940 door Uvarov.

## Soorten
Het geslacht Metriophasma omvat de volgende soorten:
- Metriophasma crassus (Hebard, 1924)
- Metriophasma festae (Giglio-Tos, 1898)
- Metriophasma myrsilus (Westwood, 1859)
- Metriophasma agathocles (Stål, 1875)
- Metriophasma armatum (Redtenbacher, 1906)
- Metriophasma baculus (DeGeer, 1773)
- Metriophasma crassithorax (Piza, 1937)
- Metriophasma diocles (Westwood, 1859)
- Metriophasma iphicles (Redtenbacher, 1906)
- Metriophasma ocellatum (Piza, 1937)
- Metriophasma pallidum (Chopard, 1911)
- Metriophasma pericles (Redtenbacher, 1906)
- Metriophasma stollii (Gray, 1835)